# Slovenski republiški pokal 1990-1991
La Slovenski republiški nogometni pokal 1990./91. (in lingua italiana: Coppa calcistica della Repubblica slovena 1990-91) fu la trentanovesima ed ultima edizione della coppa di calcio della Repubblica Socialista di Slovenia.
Vi partecipavano tutte le squadre slovene ed a vincere fu il Koper, al suo secondo titolo nella competizione.

Questo successo diede ai giallo-blu l'accesso al turno preliminare della Kup Jugoslavije 1991-1992, la coppa nazionale jugoslava.
Nella stagione successiva, la Slovenski republiški pokal si è trasformata nella Pokal Nogometne zveze Slovenije (Pokal NZS), l'attuale Coppa della federazione calcistica slovena.

## Avvenimenti
La competizione di è svolta durante tutto l'anno, ma la fase finale è iniziata in aprile con gli ottavi di finale. Le tre squadre slovene della 3. liga Ovest (Izola, Maribor e Koper) vi entravano direttamente, unendosi alle vincitrici delle associazioni calcistiche intercomunali. L'Olimpia Lubiana non ha partecipato alla coppa repubblicana poiché militava nella massima divisione.

Gli accoppiamenti della fase finale erano divisi fra Ovest ed Est.

Quando l'allora presidente della federcalcio Rudi Zavrl consegnò il trofeo al capitano del Koper Robert Volk, probabilmente nessuno sapeva con certezza che si trattava dell'ultima edizione di questa competizione. Un mese dopo la separazione dalla Jugoslavia, la federcalcio slovena ha raccomandato ai club di ritirarsi dalle competizioni jugoslave. Nonostante ciò, l'Olimpija si stava preparando per partecipare nel campionato e nella coppa jugoslava. Per accedere alla coppa nazionale, il Koper avrebbe dovuto disputare un turno preliminare contro la selezione dell'esercito, nonostante il parere contrario della federcalcio. La gara era in programma domenica 28 luglio, ma i militari non si sono presentati a causa di una presunta decisione tardiva. Il recupero doveva essere quindi disputato il mercoledì successivo, ma è stata poi di nuovo rinviata. Ma nel frattempo il Koper aveva abbandonato le competizioni jugoslave, quindi la squadra dell'esercito si qualificò per la coppa nazionale.

## Ottavi di finale
| Squadra 1      | Risultato             | Squadra 2         |
| -------------- | --------------------- | ----------------- |
| OVEST          |                       |                   |
| NK Lubiana     | 1 – 1 (dts) (5-6 dtr) | Koper             |
| Izola          | 9 – 0                 | Mavčiče           |
| Živila Naklo   | 3 – 0                 | Ljubljana sodniki |
| Primorje       | 0 – 2                 | Jadran Dekani     |
| EST            |                       |                   |
| Bukovci        | 2 – 3                 | Kovinar Maribor   |
| Kladivar Celje | 1 – 3                 | Beltinci          |
| Maribor        | 0 – 0 (dts) (5-6 dtr) | Rudar Velenje     |
| Nafta          | 1 – 2                 | Središče ob Dravi |

## Quarti di finale
| Squadra 1         | Risultato       | Squadra 2     |
| ----------------- | --------------- | ------------- |
| OVEST             |                 |               |
| Jadran Dekani     | 3 – 3 (6-5 dtr) | Izola         |
| Koper             | 3 – 0           | Živila Naklo  |
| EST               |                 |               |
| Kovinar Maribor   | 1 – 1 (2-4 dtr) | Beltinci      |
| Središče ob Dravi | 1 – 2           | Rudar Velenje |

## Semifinali
| Squadra 1 | Risultato       | Squadra 2     |
| --------- | --------------- | ------------- |
| OVEST     |                 |               |
| Koper     | 2 – 1           | Jadran Dekani |
| EST       |                 |               |
| Beltinci  | 1 – 1 (1-4 dtr) | Rudar Velenje |

## Finale
| Arbitro: | Matjaž Frece |

|                                    |           |            |
| Zulič 6’ Ubavič 63’ Ban 80’ (rig.) | Marcatori | 56’ Goršek |